# Külte
Külte ist eine ehemals selbständige Gemeinde und seit dem 1. August 1972 ein Ortsteil der nordhessischen Stadt Volkmarsen im Landkreis Waldeck-Frankenberg. Der Ort ist nach Einwohnerzahl und Fläche nach der Kernstadt der größte der fünf Ortsteile von Volkmarsen. 

## Geographische Lage
Im Westen und Süden ist der Ort von den Ausläufern des Waldecker Berglandes eingerahmt; im Norden und Osten öffnet sich die Landschaft zur Volkmarser Börde, die dann in die Warburger Börde übergeht.

## Geschichte

### Von den Anfängen bis zur Gebietsreform in Hessen
Die älteste bekannte schriftliche Erwähnung von Külte erfolgte unter dem Namen Culti, in finibus im Jahr 1036 im Codex Eberhardi des Reichsklosters Fulda.
Vermutlich war der Ort jedoch schon in vorgeschichtlicher Zeit besiedelt: am „Kleekopf“ in Richtung Herbsen findet man noch Reste von ehemaligen Hügelgräbern.
1036 wird das Bauerndorf Culete oder Culite als Besitz des Hochstifts Paderborn erwähnt. 1135 wurden Ortsadelige „de Culite“ genannt. Seit 1276 befand sich der Ort im Besitz der Grafen von Waldeck. Im 14. und 15. Jahrhundert hatten die Familien von Brobeck und von Mederike hier Besitzungen als waldecksches Lehen. 1533 wurden die Herren von Gudenberg zu Elmarshausen mit einem Lehen erwähnt. 1537 besaßen die Waldecker Grafen den Zehnten, den man nach Wetterburg lieferte. 1678 ist eine kleine Industrie mit Blech-Hammerwerk und Tuchfabrik erwähnt. Külte gehörte zum Amt Wetterburg.
Im Gogericht Külte, zu dem auch die kleine Siedlung Leiborn westlich von Mengeringhausen sowie die Wüstung Reigerlütersen gehörte, hatten die Grafen von Waldeck spätestens seit 1236 den Vorsitz. Später gehörte Külte zum Freigericht in Landau, dann zum Freistuhl Mengeringhausen.

### Hessische Gebietsreform
Zum 1. August 1972 wurde die bis dahin selbständige Gemeinde Külte im Zuge der Gebietsreform in Hessen kraft Landesgesetz in die Stadt Volkmarsen eingemeindet. Für Külte wurde, wie für alle nach Volkmarsen eingegliederten Gemeinden, ein Ortsbezirk mit Ortsbeirat und Ortsvorsteher nach der Hessischen Gemeindeordnung gebildet.

### Staats- und Verwaltungsgeschichte im Überblick
Die folgende Liste zeigt die Staaten und Verwaltungseinheiten, denen Külte angehörte:
- 1495: Heiliges Römisches Reich, Grafschaft Waldeck, Amt Wetterburg und Kurköln, Herzogtum Westfalen, Amt Koglenberg (strittige Ansprüche)
- ab 1510: Heiliges Römisches Reich, Grafschaft Waldeck, Amt Wetterburg
- ab 1712: Heiliges Römisches Reich, Fürstentum Waldeck, Amt Landau
- ab 1807: Fürstentum Waldeck, Amt Landau
- ab 1815: Fürstentum Waldeck, Oberamt der Diemel
- ab 1816: Fürstentum Waldeck, Oberjustizamt der Twiste
- ab 1850: Fürstentum Waldeck-Pyrmont (seit 1849), Kreis der Twiste[Anm. 1]
- ab 1867: Fürstentum Waldeck-Pyrmont (Akzessionsvertrag mit Preußen), Kreis der Twiste
- ab 1871: Deutsches Reich, Fürstentum Waldeck-Pyrmont, Kreis der Twiste
- ab 1919: Deutsches Reich, Freistaat Waldeck-Pyrmont, Kreis der Twiste
- ab 1929: Deutsches Reich, Freistaat Preußen, Provinz Hessen-Nassau, Regierungsbezirk Kassel, Kreis der Twiste
- ab 1942: Deutsches Reich, Freistaat Preußen, Provinz Hessen-Nassau, Regierungsbezirk Kassel, Landkreis Waldeck
- ab 1944: Deutsches Reich, Freistaat Preußen, Provinz Kurhessen, Regierungsbezirk Kassel, Landkreis Waldeck
- ab 1945: Deutsches Reich, Amerikanische Besatzungszone, Groß-Hessen, Regierungsbezirk Kassel, Landkreis Waldeck
- ab 1946: Deutsches Reich, Amerikanische Besatzungszone, Hessen, Regierungsbezirk Kassel, Landkreis Waldeck
- ab 1949: Bundesrepublik Deutschland, Hessen, Regierungsbezirk Kassel, Landkreis Waldeck
- ab 1974: Bundesrepublik Deutschland, Hessen, Regierungsbezirk Kassel, Landkreis Waldeck-Frankenberg, Stadt Volkmarsen

## Bevölkerung

### Einwohnerstruktur 2011
Nach den Erhebungen des Zensus 2011 lebten am Stichtag dem 9. Mai 2011 in Külte 855 Einwohner. Darunter waren 24 (2,8 %) Ausländer. Nach dem Lebensalter waren 168 Einwohner unter 18 Jahren, 263 zwischen 18 und 49, 180 zwischen 50 und 64 und 147 Einwohner waren älter. Die Einwohner lebten in 351 Haushalten. Davon waren 87 Singlehaushalte, 102 Paare ohne Kinder und 120 Paare mit Kindern, sowie 30 Alleinerziehende und 12 Wohngemeinschaften. In 57 Haushalten lebten ausschließlich Senioren/-innen und in 237 Haushaltungen lebten keine Senioren/-innen.

### Einwohnerentwicklung
Quelle: Historisches Ortslexikon
- 1541: 29 Häuser
- 1738: 59 Häuser
- 1770: 79 Häuser, 474 Einwohner
- 1961: 864 Einwohner, davon 780 evangelische (= 90,28 %), 59 katholische (= 6,83 %)

| Külte: Einwohnerzahlen von 1770 bis 2019 | Külte: Einwohnerzahlen von 1770 bis 2019 | Külte: Einwohnerzahlen von 1770 bis 2019 | Külte: Einwohnerzahlen von 1770 bis 2019 | Külte: Einwohnerzahlen von 1770 bis 2019 |
| --- | ---------------------------------------- | ---------------------------------------- | ---------------------------------------- | ---------------------------------------- |
| Jahr |                                          |                                          |                                          | Einwohner                                |
| 1770 | 1770                                     |                                          | 474                                      | 474                                      |
| 1800 | 1800                                     |                                          | ?                                        | ?                                        |
| 1834 | 1834                                     |                                          | 656                                      | 656                                      |
| 1840 | 1840                                     |                                          | 714                                      | 714                                      |
| 1846 | 1846                                     |                                          | 644                                      | 644                                      |
| 1852 | 1852                                     |                                          | 721                                      | 721                                      |
| 1858 | 1858                                     |                                          | 687                                      | 687                                      |
| 1864 | 1864                                     |                                          | 668                                      | 668                                      |
| 1871 | 1871                                     |                                          | 592                                      | 592                                      |
| 1875 | 1875                                     |                                          | 563                                      | 563                                      |
| 1885 | 1885                                     |                                          | 575                                      | 575                                      |
| 1895 | 1895                                     |                                          | 652                                      | 652                                      |
| 1905 | 1905                                     |                                          | 631                                      | 631                                      |
| 1910 | 1910                                     |                                          | 700                                      | 700                                      |
| 1925 | 1925                                     |                                          | 710                                      | 710                                      |
| 1939 | 1939                                     |                                          | 698                                      | 698                                      |
| 1946 | 1946                                     |                                          | 1.065                                    | 1.065                                    |
| 1950 | 1950                                     |                                          | 1.065                                    | 1.065                                    |
| 1956 | 1956                                     |                                          | 924                                      | 924                                      |
| 1961 | 1961                                     |                                          | 864                                      | 864                                      |
| 1967 | 1967                                     |                                          | 808                                      | 808                                      |
| 1980 | 1980                                     |                                          | ?                                        | ?                                        |
| 1990 | 1990                                     |                                          | ?                                        | ?                                        |
| 2000 | 2000                                     |                                          | ?                                        | ?                                        |
| 2010 | 2010                                     |                                          | 864                                      | 864                                      |
| 2011 | 2011                                     |                                          | 855                                      | 855                                      |
| 2015 | 2015                                     |                                          | 814                                      | 814                                      |
| 2019 | 2019                                     |                                          | 813                                      | 813                                      |
| Datenquelle: Historisches Gemeindeverzeichnis für Hessen: Die Bevölkerung der Gemeinden 1834 bis 1967. Wiesbaden: Hessisches Statistisches Landesamt, 1968. Weitere Quellen: bis 1970; Stadt Volkmarsen; Zensus 2011 |                                          |                                          |                                          |                                          |

## Religion

### Kirche
1231 wird die Kirche erstmals erwähnt, obwohl ein Pfarrer von Cullethe namens Heinrich bereits 1224 genannt wird. Das Patronat besaßen zunächst die Herren Wolff von Gudenberg, nach deren Aussterben ab 1534 die Grafen von Waldeck. Erster lutherischer Pfarrer war 1542 Johann Dilmar.
Das heute noch erhaltene Mittelschiff stammt wahrscheinlich von einer ehemaligen romanischen Basilika. Umbauten erfolgten 1609, 1659, und vermutlich 1787. Schmuckstück der Kirche ist der spätgotische Schnitzaltar von 1521, der aus der Werkstatt der Franziskaner zu Meitersdorf (bei Frankenberg/Eder) stammt. Altäre der gleichen Werkstatt stehen heute noch in Braunau, Kleinern und Dalwigksthal. Im Zweiten Weltkrieg wurde die Kirche teilweise zerstört, jedoch bis 1953 weitgehend in Eigenleistung der Bevölkerung wieder aufgebaut.

### Jüdische Hachschara
Ab September 1934 bestand in Külte eine von der jüdischen Jugendorganisation Hechaluz betriebene landwirtschaftliche Ausbildungsstätte als Vorbereitungslager („Hachschara“) für junge jüdische Erwachsene, die sich für die Auswanderung nach Palästina vorbereiteten.  Neben Külte bestanden in Hessen drei weitere derartige Ausbildungsstätten: in Grüsen bei Gemünden an der Wohra, auf dem Gehringshof bei Fulda und auf der Löhnberger Hütte bei Weilburg.  Die Auszubildenden waren meist Studenten aus allen Teilen Deutschlands, die unter dem NS-Regime nicht weiterstudieren durften.  Sie bezeichneten ihre neue Heimstätte als „Kibbuz“, denn hier wurden sie auf ein Leben als Arbeiter im Kibbuz vorbereitet. Mit einer abgeschlossenen landwirtschaftlichen Ausbildung konnte man ein Zertifikat der britischen Regierung zur Einwanderung nach Palästina bekommen. Der jüdische Holzhändler Simon Strauß stellte dafür ein Gelände am Külter Bahnhof kostenlos zur Verfügung.  
An Wochenenden wurde das Gebäude von Besuchern der SS-Führerschule des Wirtschafts-Verwaltungsdienstes in Arolsen immer wieder stundenlang mit Steinen beworfen.
Im August 1936 wurde die Hachschara in Külte plötzlich aufgelöst. Das Palästinaamt in Berlin, das bisher immer nur eine sehr begrenzte Anzahl von Einwanderungszertifikaten erhalten hatte, hatte 1000 neue Zertifikate erhalten, woraufhin alle Mitglieder des Külter Kibbuz emigrieren konnten. Meist mit nur zehn Reichsmark sowie Handgepäck ausgestattet, fuhren die Jugendlichen per Bahn von Kassel nach Triest und von dort per Schiff nach Haifa.